# Luke Spiller
Luke Thomas Spiller (Bristol, 26 de setembro de 1988), mais conhecido por Luke Spiller, é um músico, cantor, compositor, pianista e produtor britânico. Conhecido principalmente por ser um dos fundadores e por ser o vocalista da banda The Struts.
Sua voz extravagante e suas apresentações memoráveis remetem às de Freddie Mercury, Mick Jagger e Steven Tyler, tendo uma inegável presença de palco, que de modo extrovertido interage com os fãs.
É o principal compositor do The Struts, mas também já colaborou em outras peças artísticas, como o álbum Man On The Rocks, do compositor Mike Oldfield.
The Struts, juntamente a Greta Van Fleet, são considerados por muitos os "salvadores do rock", sendo uma das bandas atuais que continua no gênero e que continua a se intitular uma banda de rock and roll. 

## Atualmente
É o frontman da banda The Struts, e é também o principal compositor. Em alguns shows e/ou músicas Spiller também costuma tocar teclado, sua principal atuação nos teclados são as músicas Somebody New e One Night Only. 

O vocalista e o grupo ficaram conhecidos principalmente pela música Could Have Been Me, do álbum de estreia Everybody Wants. A música chegou a alcançar o Top 5 da lista Alternative Songs da Billboard.

## História
O cantor e compositor Luke Spiller foi criado em Bristol, em uma família cristã. Sua inserção no mundo da música aconteceu principalmente através do gênero gospel. Porém, aos sete anos, descobriu uma música de Michael Jackson chamada Off The Wall. Inspirado por Michael Jackson, suas primeiras aspirações eram ser bailarino, mas por volta dos onze anos começou a escutar Led Zeppelin, Queen, AC/DC e Leonard Cohen. Tendo descoberto o gênero do rock, passou a tocar em bandas ainda na fase da adolescência.
O The Struts surgiu na cidade de Derby, no ano de 2009, inicialmente com Adam Slack, Jamie Binns e Rafe Thomas, que eram guitarrista, baixista e baterista, respectivamente. Em 2012, Binns e Thomas foram substituídos por Jed Elliot (como baixista) e Gethin Davies (como baterista), o que constitui a formação atual da banda, que é: Spiller como vocalista, Slack como guitarrista, Elliot como baixista e Davies como baterista.

## Influências
Spiller nunca negou que sua principal influência musical é Freddie Mercury, algo que é perceptível pela sua maneira de se vestir, cantar e de se apresentar nos palcos. Outras influências também são Mick Jagger e Joe Elliot.

## Vida pessoal
O cantor teve um relacionamento de aproximadamente quatro anos com a modelo Laura Cartier, porém o relacionamento acabou no início do ano de 2020. 

Spiller assumiu no segundo semestre de 2020 um relacionamento com a modelo Zita Vass.

## Discografia

### Álbuns
O próximo álbum do The Struts, chamado Strange Days, de acordo com a conta oficial da banda no Twitter, será lançado no dia 16 de outubro de 2020. 

| Ano  | Álbum |
| ---- | --- |
| 2014 | Everybody Wants - Lançamento: 28 de julho de 2014 - Gravadora: Virgin EMI - Formato: Streaming \| Compact disk \| CD             |
| 2018 | Young & Dangerous - Lançamento: 26 de outubro de 2018 - Gravadora: Interscope Records - Formato: Streaming \| Compact disk \| CD |

### EPs
- Kiss This EP (2014, Virgin EMI)
- Have You Heard EP (2015, Interscope Records)